# 데이토나 엔터테인먼트
데이토나 엔터테인먼트 (Daytona Entertainment)는 2020년 11월, 염따와 더콰이엇이 공동 설립한 힙합 레이블으로서 현재 프로듀서 토일, 《고등래퍼 4》에 출연한 래퍼 김재하, 이상재, 황세현이 소속되어 있다.

## 소속 아티스트
- 염따
- 더콰이엇
- Futuristic Swaver
- MELOH
- BRADYSTREET
- Skinny Brown
- TOIL
- JAEHA
- Touch the sky
- h3hyeon
- FANA
- 팔로알토

## 행보
《고등래퍼 4》에서 염따와 더 콰이엇은 프로듀서로 활약했다.